# آرشوم
آرشوم (به فرانسوی: Archamps) یک کمون در فرانسه است که در اوت سووآ واقع شده‌است. آرشوم ۱۰٫۶۹ کیلومتر مربع مساحت دارد.